# Horn und Rosenburg

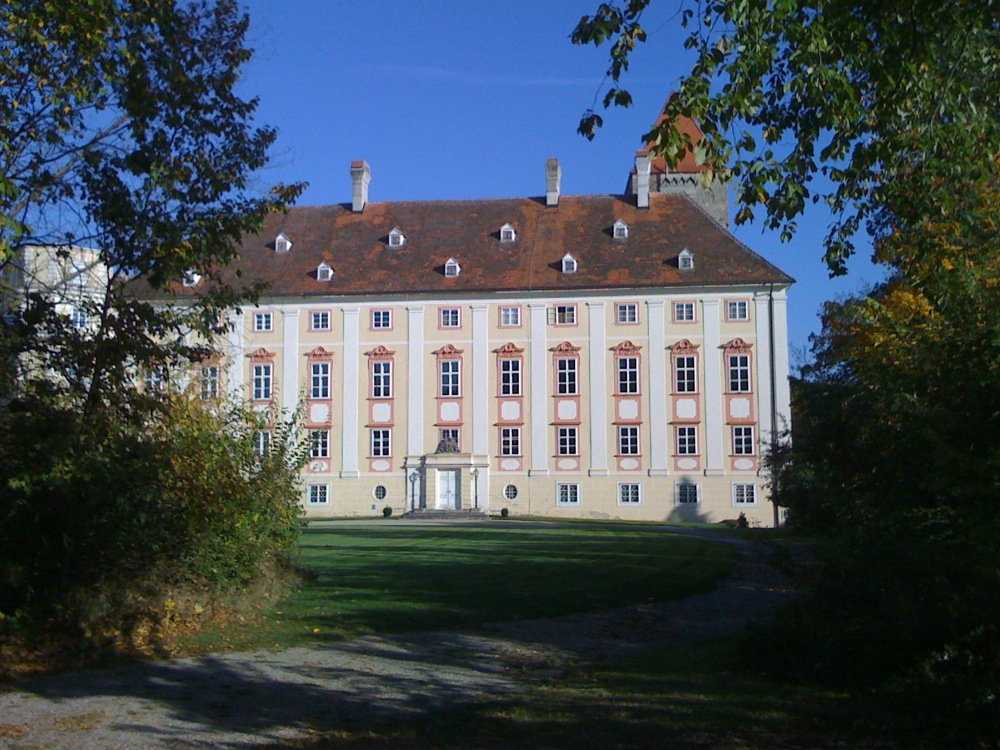
Schloss Horn, Sitz der Verwaltung (2009)

Die Herrschaft Horn und Rosenburg war eine Grundherrschaft im Viertel ober dem Manhartsberg im Erzherzogtum Österreich unter der Enns, dem heutigen Niederösterreich.

## Ausdehnung
Die Herrschaft, die weiters aus den Sitzen in Rann und Thurnhof bestand, umfasste zuletzt die Ortsobrigkeit über Großburgstall, Neubau, Äpfelgschwend, Germanns, Kleinkirchberg, Horn, Mödring, Doberndorf, Fraunhofen, Strögen, Mold, Mördersdorf, Freischling, Kriegenreith, Raan, Zaingrub, Kamegg, Manichfall, Stallegg, Rosenburg, Etzmannsdorf, Wolfshof, Wanzenau, Steinegg, Hornerwald und Eggendorf am Walde. Der Sitz der Verwaltung befand sich im Schloss Horn.

## Geschichte
Der letzte Inhaber der Fideikommiss-Herrschaft war Feldmarschallleutnant Johann Ernst Reichsgraf von Hoyos-Sprinzenstein, der sich in den Napoleonischen Kriegen verdient gemacht hatte und in Niederösterreich über mehrere Herrschaften verfügte. Nach den Reformen 1848/1849 wurde die Herrschaft aufgelöst.